# Абд аль-Ваххаб ибн Сулейман
Абд аль-Вахха́б ибн Сулейма́н (араб. عبد الوهاب ابن سليمان‎; Уяйна — 1740, Хураймила) — исламский богослов, кади городов Уяйна и Хураймила (нынешняя Саудовская Аравия), сын богослова Сулеймана ибн Али, отец известного богослова и религиозного деятеля — Мухаммада ибн Абд аль-Ваххаба.

## Биография
Абд аль-Ваххаб ибн Сулейман родился и вырос в городе Уяйна, в семье Сулеймана ибн Али и Фатимы бинт Ахмад ибн Мухаммад ибн Бассам (араб. فاطمة بنت أحمد ابن محمد ابن بسّام‎). После получения исламского образования, он стал городским шариатским судьёй (кади) Уяйны. Женой Абд аль-Ваххаба ибн Сулеймана стала дочь Мухаммада ибн Аззаза аль-Мушаррафи (араб. محمد ابن عزاز المشرّفي‎), от которой и родился Мухаммад ибн Абд аль-Ваххаб.
Абд аль-Ваххаб ибн Сулейман был судьёй в Уяйне 14 лет в период между 1713—1726 годами. Затем он переселяется в Хураймилу, где исполнял обязанности судьи в течение 14 лет, вплоть до своей смерти в 1740 году (1153 год хиджры).